# Ламбрехт (Пфальц)
Ламбрехт (нем. Lambrecht) — город в Германии, в земле Рейнланд-Пфальц.
Входит в состав района Бад-Дюркхайм. Подчиняется управлению Ламбрехт (Пфальц). Население составляет 3866 человек (на 31 декабря 2010 года). Занимает площадь 8,32 км². Официальный код — 07 3 32 032.